# 達亞娜·門多薩
達亞娜·門多薩（西班牙語：Dayana Mendoza，1986年6月1日—），委內瑞拉女模特兒，2007年度委內瑞拉小姐，2008年度環球小姐競選冠軍。

## 個人生活

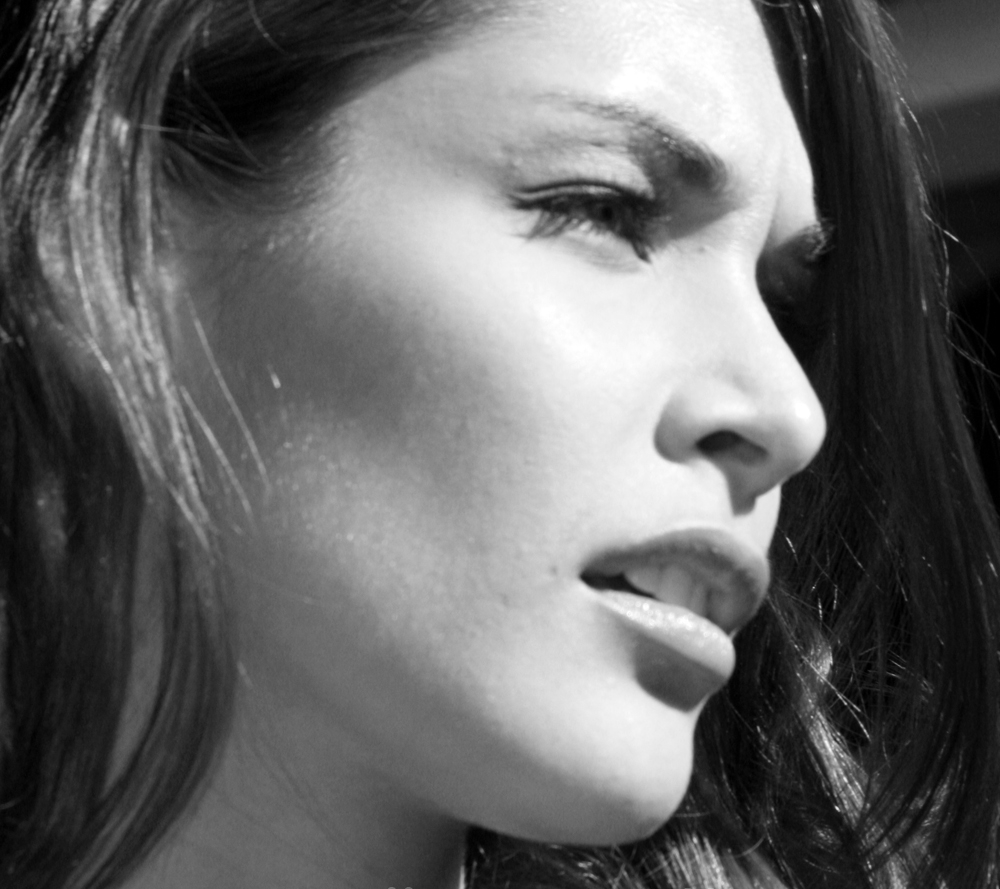
達亞娜·門多薩

門多薩表示自己的興趣是設計，攝影及滑浪。而在年幼時，曾經在委內瑞拉被綁架，並表示該經歷使他明白在壓力下維持儀態的重要性。

## 參選環球小姐前

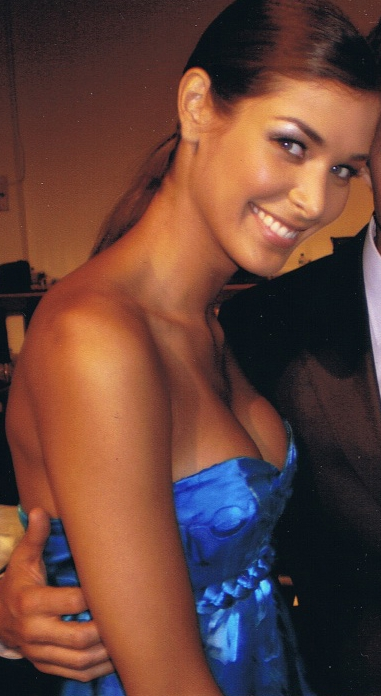
2009迈阿密时尚周刊

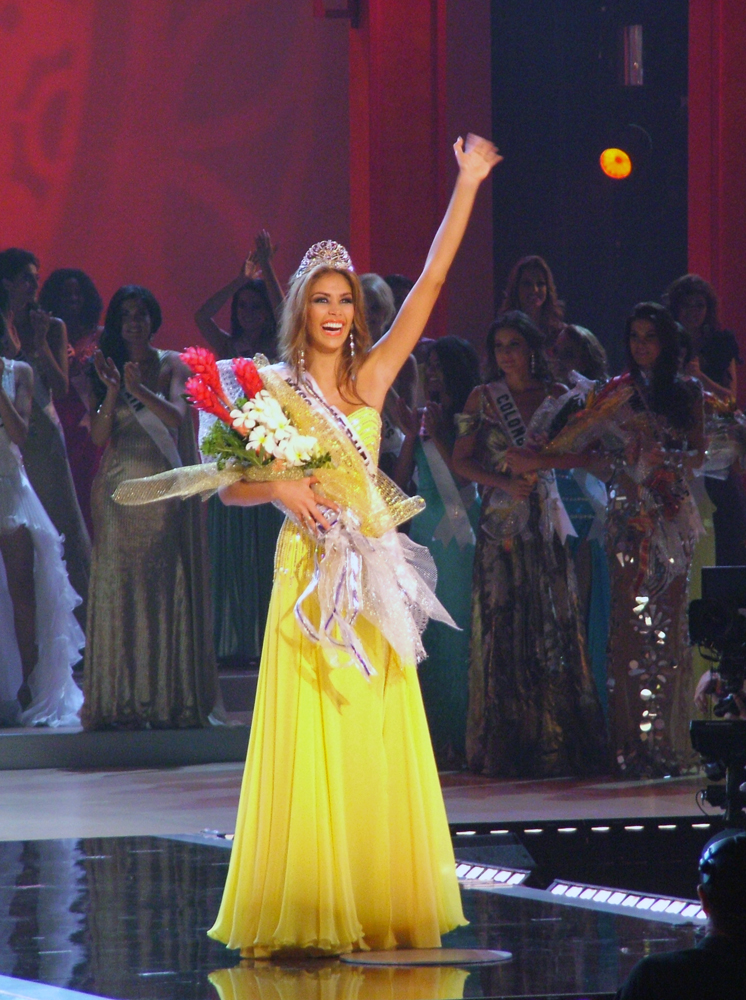
門多薩贏得2008年度環球小姐冠軍

2001年，門多薩與精英模特兒經紀公司（Elite Model）簽約，曾到意大利、法國、美國、英格蘭、希臘、西班牙、德國、墨西哥、秘魯，曾與時裝設計師Roberto Cavalli合作。

## 選美歷程

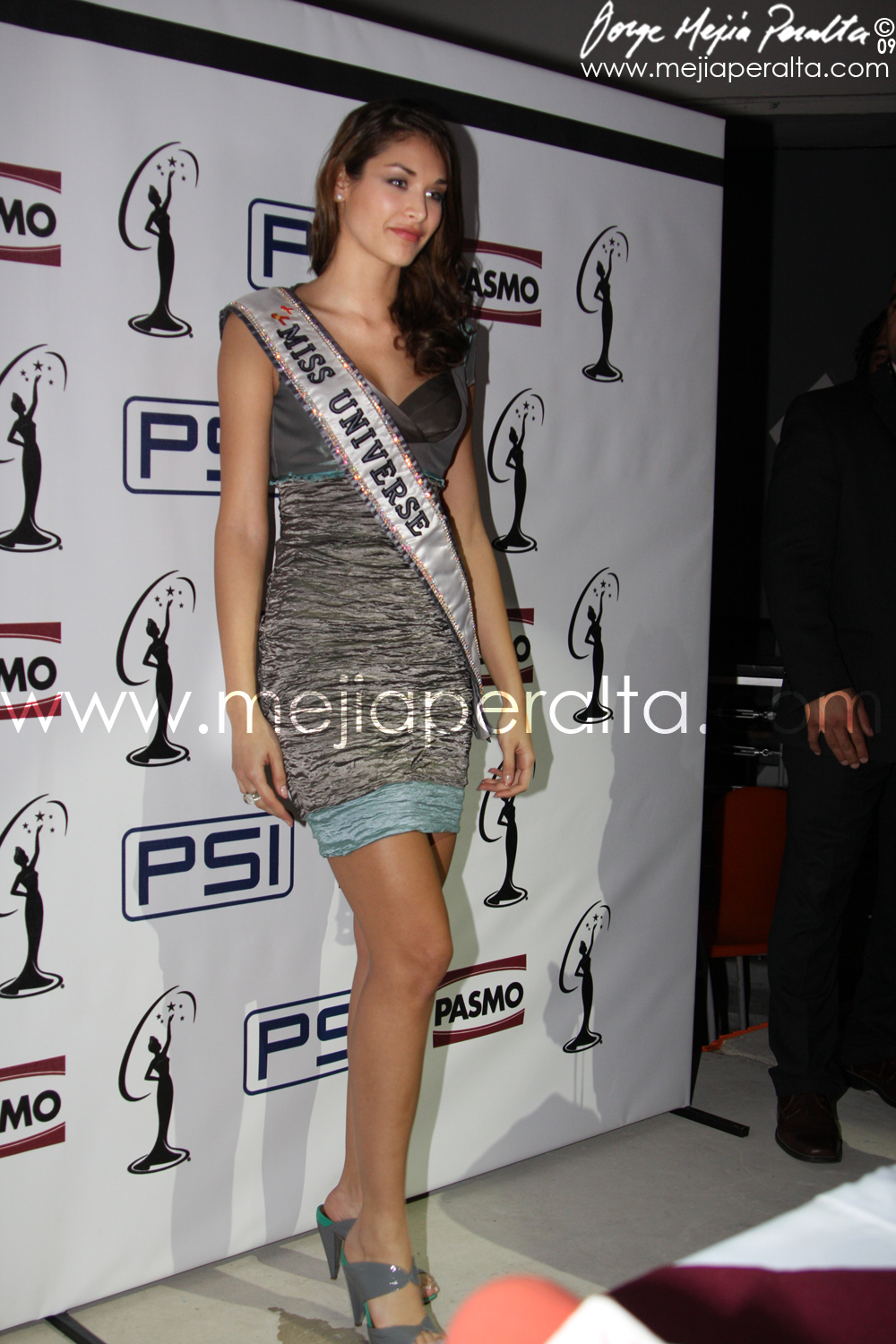
達亞娜·門多薩

2007年9月13日，門多薩擊敗二十七位參實者，摘下2007年委內瑞拉小姐后冠，成為史上第二位亞馬遜州 (委內瑞拉)小姐摘下后冠。在勝出後，她代表委內瑞拉參選在越南芽莊舉行的2008年度環球小姐競選。門多薩成為了史上第五位委內瑞拉小姐奪環姐后冠。而在2008年9月10日，她為2008年委內瑞拉小姐冠軍斯特凡尼婭·費爾南德斯加冕。

## 外部連結
- （英文）環球小姐官方網站 （页面存档备份，存于）